# ミレトス

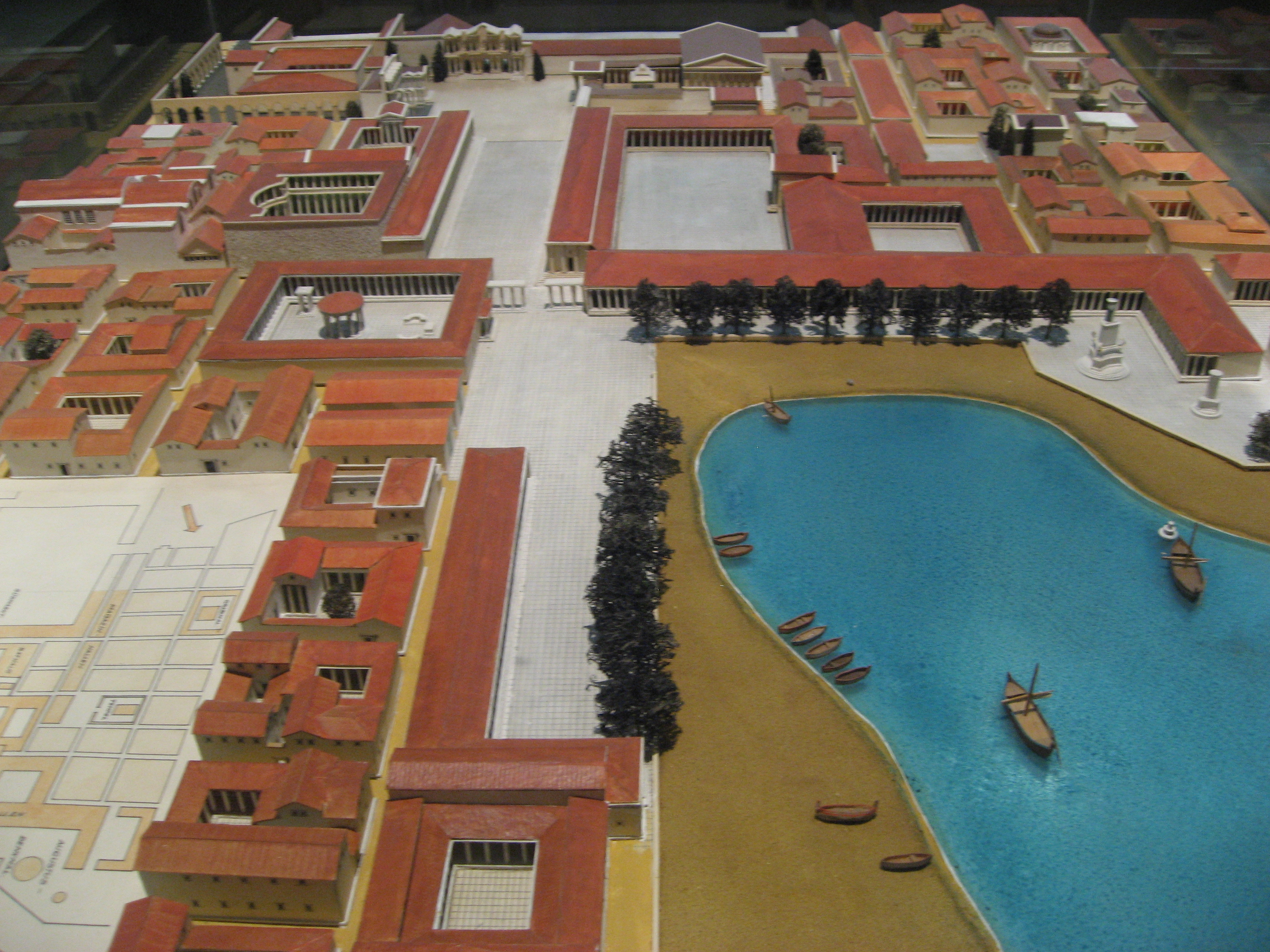

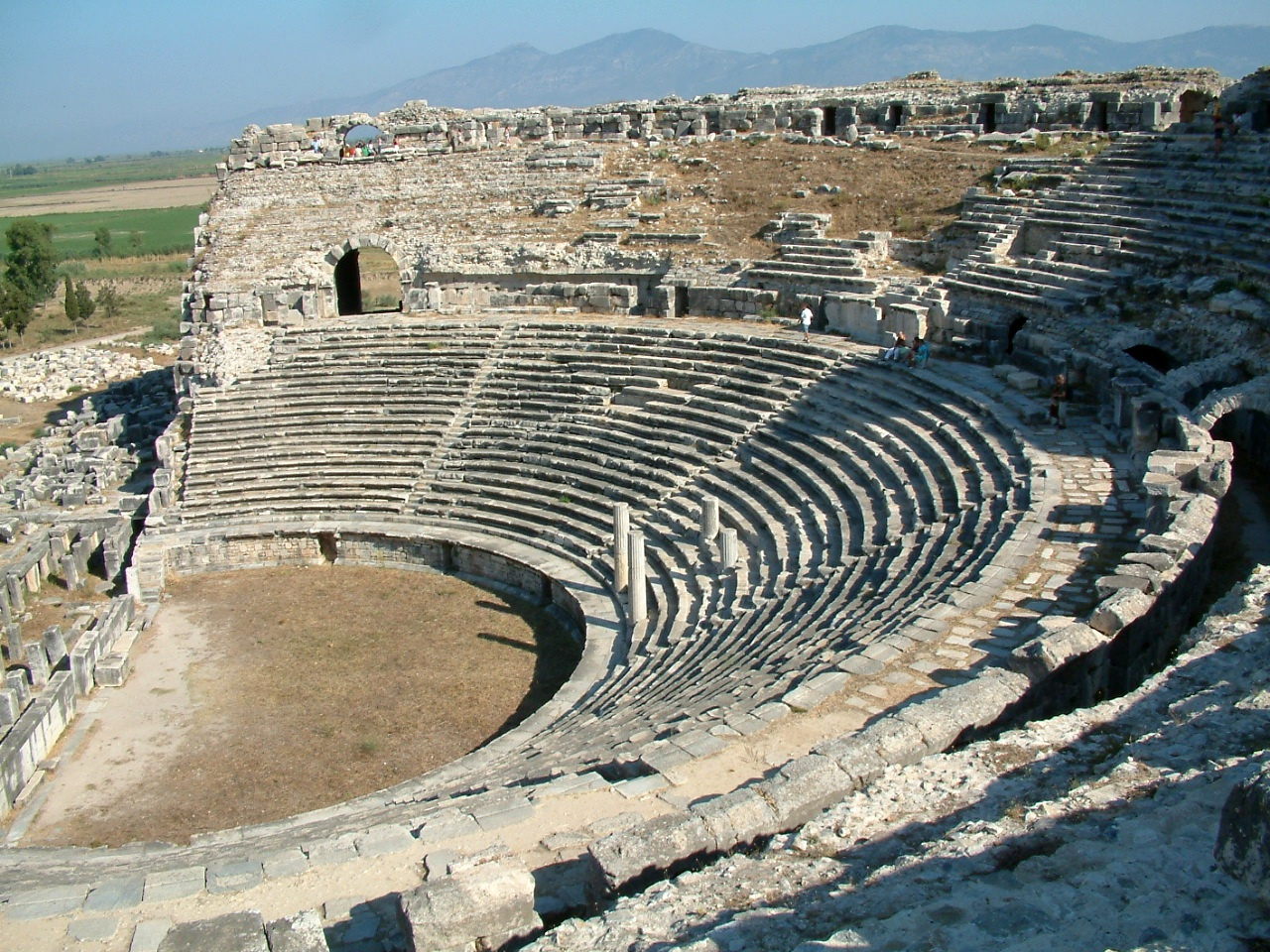
ミレトスの劇場跡

ミレトス（古代ギリシア語: Μίλητος ミレートス、ラテン語: Miletus、トルコ語: Milet）は、エーゲ海をはさんだギリシア本土の対岸、アナトリア半島西海岸（今のトルコのアイドゥン県バラト近郊）メンデレス川河口付近にあった町（ギリシア人の植民市）である。青銅器時代から人が住んでいた。タレスなどミレトス学派を生んだことで有名である。

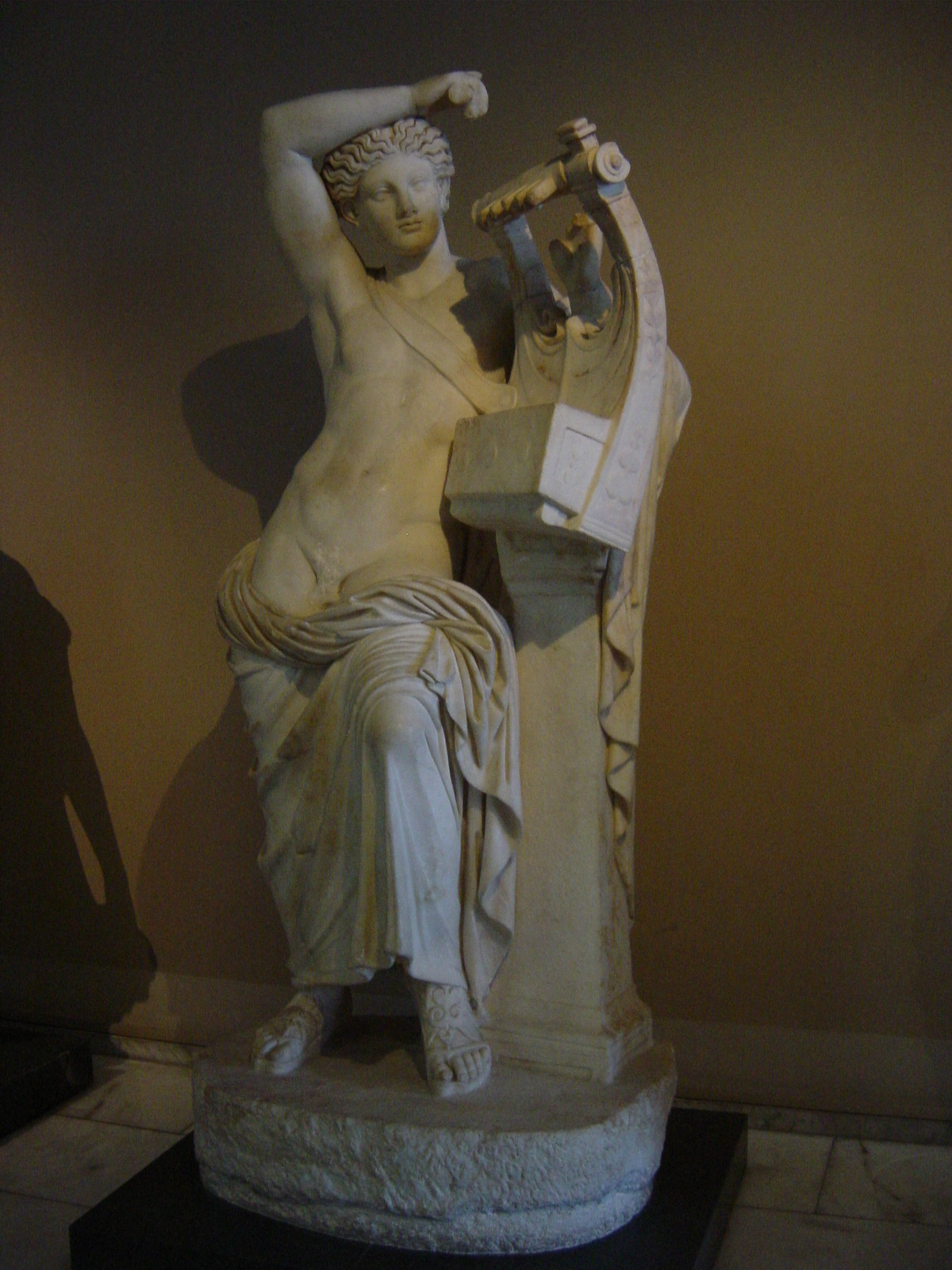
彫像（イスタンブール考古学博物館蔵）

都市の跡は、海岸付近の低湿地から5キロメートルほど内陸側にある。現代では海に接していないが、これはメンデレス川の堆積によって湾が埋まってしまったためであり、古代においては港町だった。

## 歴史
ミレトスには、2つの系統の建国神話が伝わっている。そのひとつはコドロスの息子ネレオスに率いられたイオニア人によって、先住者であるカリア人を制圧し建設されたというイオニア系神話で、ヘロドトスは戦いによって夫を殺された寡婦たちが、入植者たちに強制的に娶られたという屈辱を記憶するためにミレトスの婦人達に伝承されている奇妙な風習について記録している。もうひとつは、クレタを追われたサルペドンもしくはミレトスという名の半神が小アジアに渡って建設したというミノア系神話である。考古学的には、ミレトスが建設される以前の後期青銅器時代にはこの地にミノア人やミュケナイ系ギリシャ人が居住していた痕跡があり、紀元前13世紀のヒッタイト文書には、この地がアッヒヤワ人の勢力圏である旨が記されている。
ミレトスの建設は紀元前12世紀以降のイオニア人の移動と呼ばれる民族移動期に行われ、オリエント世界の結節点という地の利を活かした貿易や黒海を中心とした植民活動によって、アルカイック期のイオニア系植民市の中で最も繁栄した。メソポタミアやナイルデルタの科学や文化はミレトスを通じてギリシャに流入し、ギリシャの思想や科学の草分けとなる人々を数多く輩出した。一方、アルカイック期のミレトスはトラシュプロスと呼ばれる僭主が支配する独裁制で運営されており、しばしば内紛が発生していた。紀元前6世紀よりリュディア王国、アケメネス朝ペルシアと相次いで勃興した大帝国に対して貢納を条件に一応の自立を維持し、人口6 - 7万人に達する繁栄を見せた。しかし、紀元前494年に勃発したイオニアの反乱で主導的な役割に就いたため、ペルシアに武力鎮圧された。報復として神殿や市街は破壊され、すべての市民はバクトリアなど帝国内部に強制移住させられたが、紀元前5世紀前半に再建が許され、内陸の市域は失ったものの紀元前5世紀後半には人口は約2万人にまで復興した。
ペルシア戦争後、ミレトスはデロス同盟に参加し、アテナイの指導のもとに寡頭制政体となった。その一方で、ペルシア帝国との関係も構築し、それはアテナイの支配による抑圧の捌け口としても機能した。紀元前415年のシケリア遠征の失敗以後、アテナイの同盟支配が揺らぐと、ミレトスはスパルタのエーゲ海進出の拠点となった。ペロポネソス戦争の後、小アジアのイオニア系植民市の宗主権がペルシア帝国に返還され、ミレトスはペルシア人総督ティッサフェルネスの支配下に入る。紀元前334年にアレクサンドロス大王の東方遠征が開始されると、ミレトスは包囲攻撃を受け陥落した。
ヘレニズム時代には戦略的な重要都市の地位を維持したものの、ローマ帝国時代には小アジアの政治の中心はエフェソスに移り、ミレトスは15,000人を収容できる劇場やファウスティナ浴場が建設されるなど、文化都市として存在感を示した。しかし、土砂堆積による海岸線の後退が進み、運河によってかろうじて維持されてきた港湾機能もビザンツ帝国の時代になると完全に喪失してしまう。海上交通路を断たれたものの、近世に至るまでアナトリア方面のキャラバンサライの中継地として命脈を保った。20世紀中頃に起きた地震の被害によって街は放棄されたが、現代では古代ギリシア、ローマ時代の遺跡は観光スポットとなっている。

## 植民
ガイウス・プリニウス・セクンドゥスは『博物誌』の中で（5.112）、ミレトスは（黒海やマルマラ海沿岸に）90もの植民地を作ったと書いている。
例を挙げると、アポロニア(現ソゾポル)、オデッソス(現ヴァルナ)、トミス(現コンスタンツァ)、ヒストリア、ティラス、オルビア(en:Olbia)、パンティカパイオン(現ケルチ)、テオドシア、タナイス、ピティウス(現ピツンダ)、ディオスクリア(現スフミ)、ファシス(現ポティ)、トラペズス(現トラブゾン)、ケラソス(現ギレスン)、コテュオラ(現オルドゥ)、アミソス(現サムスン)、シノペ(現スィノプ)、キュトロス(en:Cytorus)、セサモス(現en:Amasra)、などである。
合同植民市ナウクラティスの植民に参加するなどエジプト方面にも進出しており、ストラボンはプサンメティコス1世の時代にはナイルデルタに「ミレトス人の城壁」と呼ばれる要塞が存在したと述べている。

## ミレトス出身の著名な人物
- タレス - ミレトス学派の哲学者
- アナクシマンドロス - ミレトス学派の哲学者
- アナクシメネス - ミレトス学派の哲学者
- ミレトスのヒッポダモス - 都市計画で知られる紀元前5世紀の建築家
- アスパシア - ペリクレスの愛妾、女性哲学者
- アリスタゴラス - イオニアの反乱の指導者、僭主
- ミレトスのヘカタイオス - 歴史家
- レウキッポス - 原子論を唱えた哲学者
- ミレトスのイシドロス - 6世紀、ハギア・ソフィア大聖堂を建築した

## 出土品

Artifacts
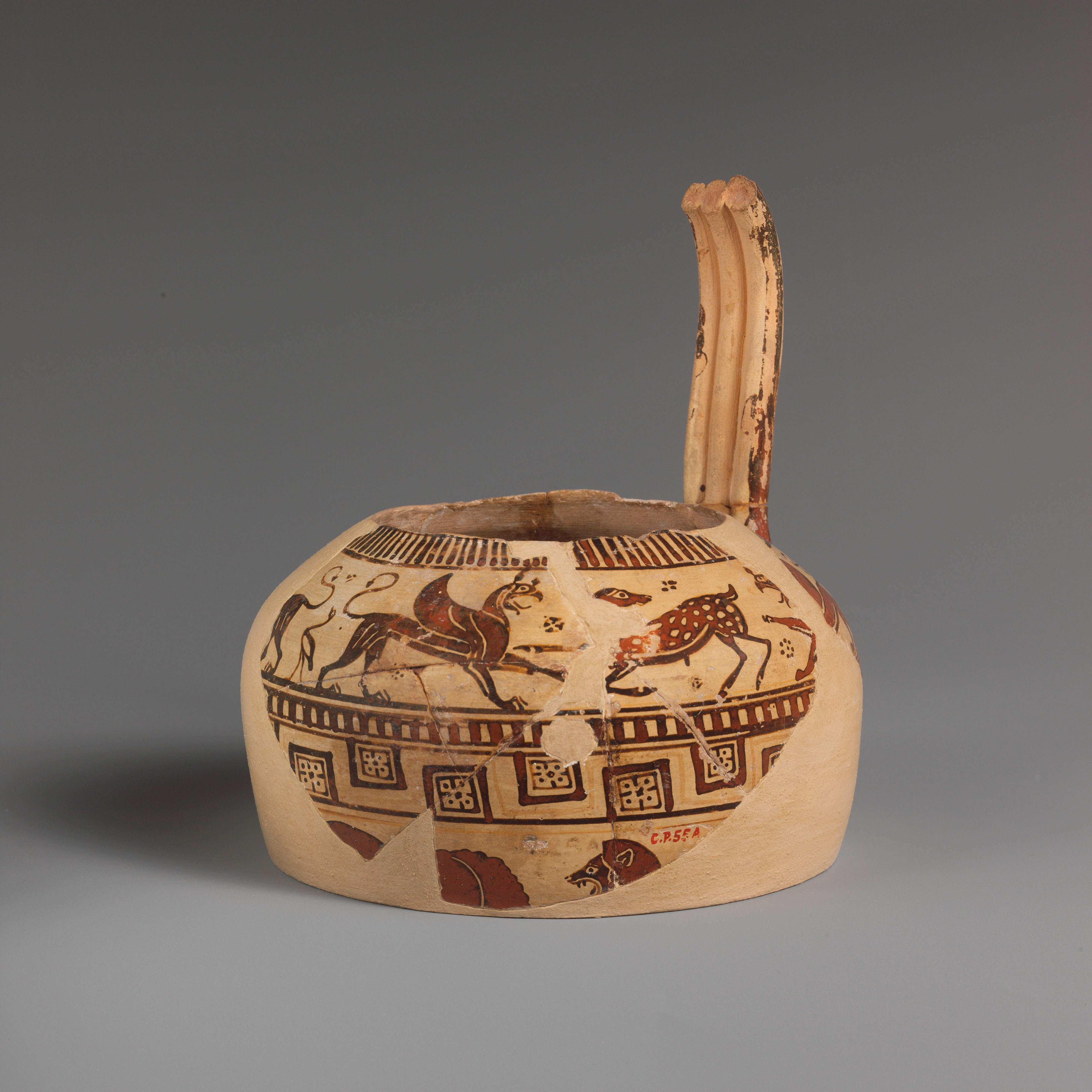
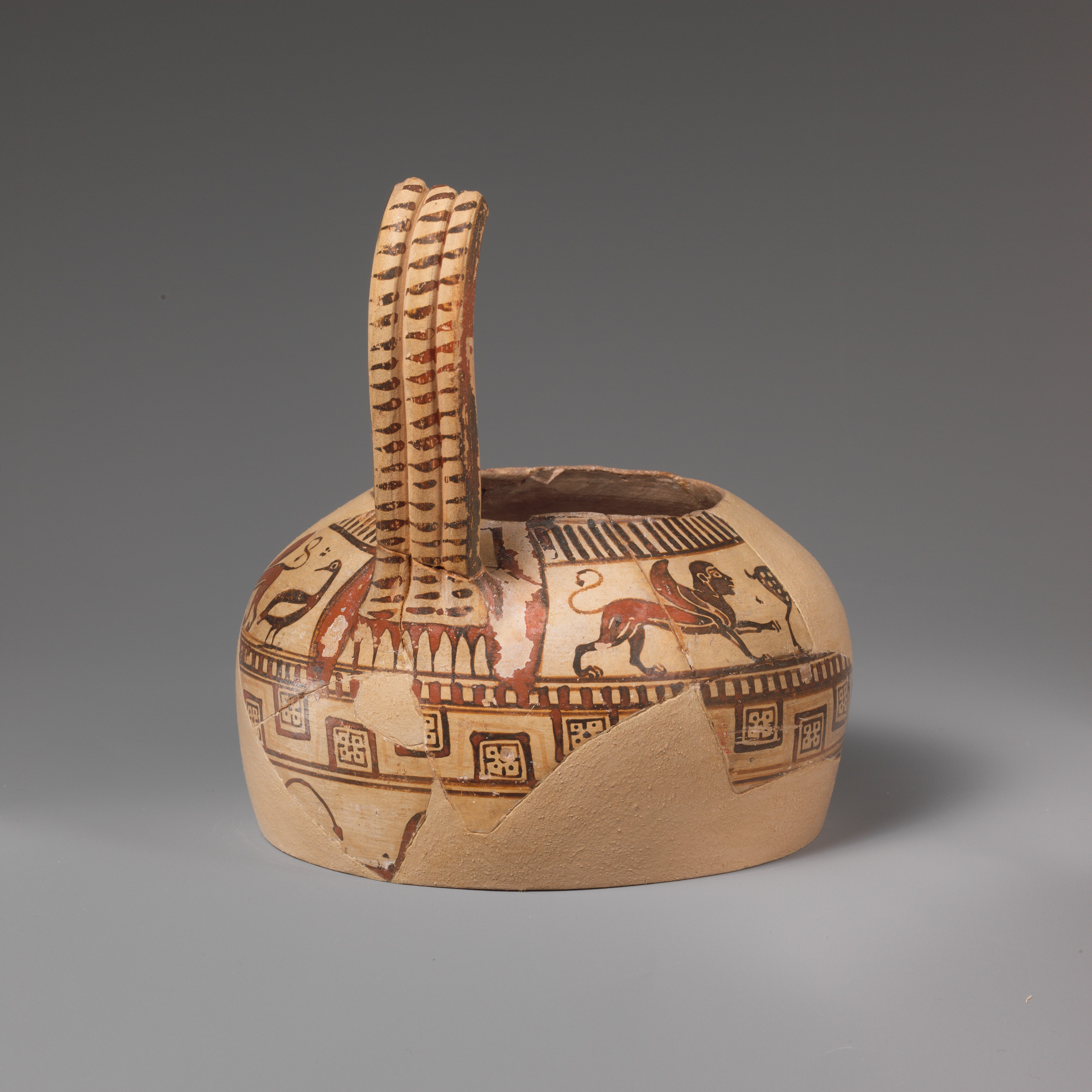
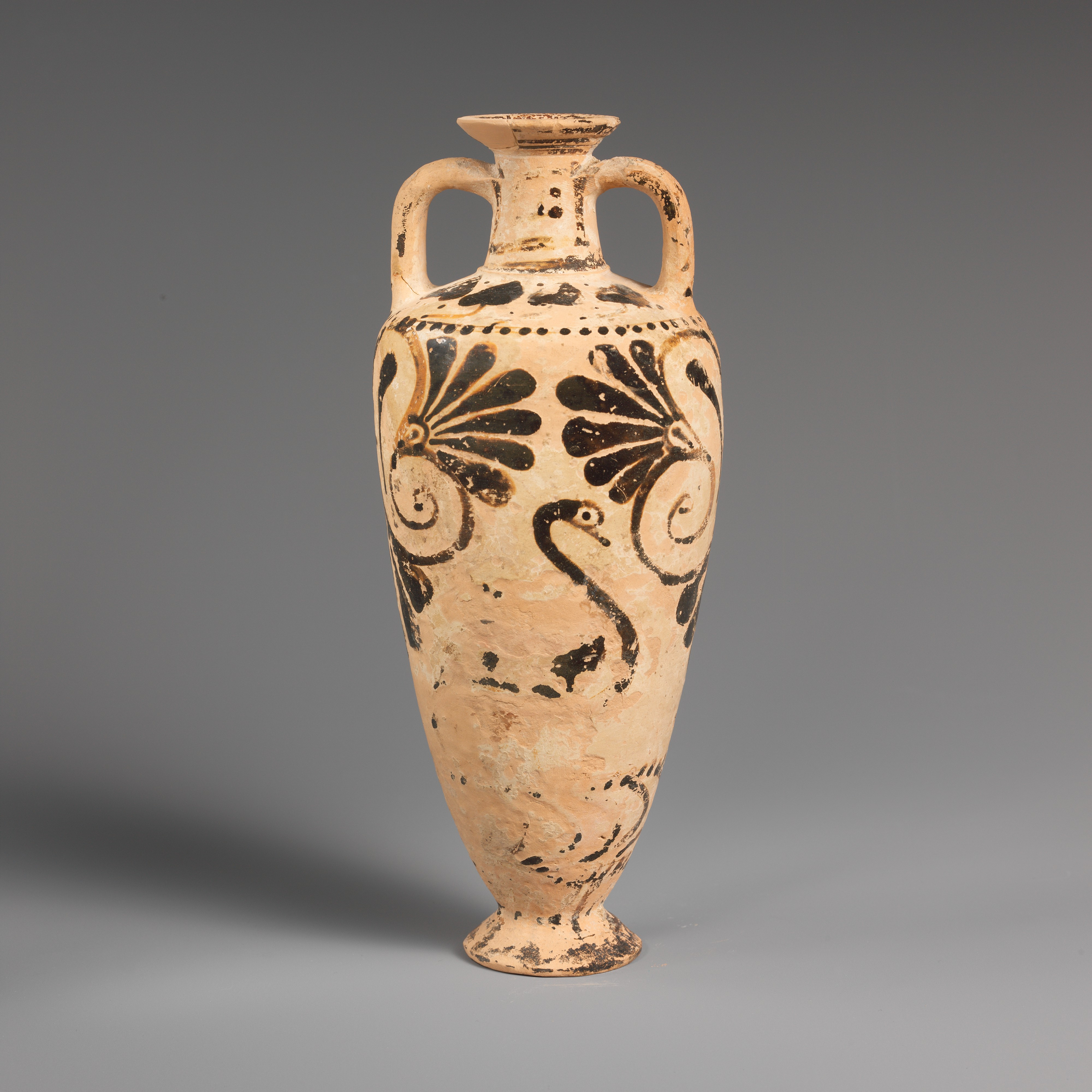
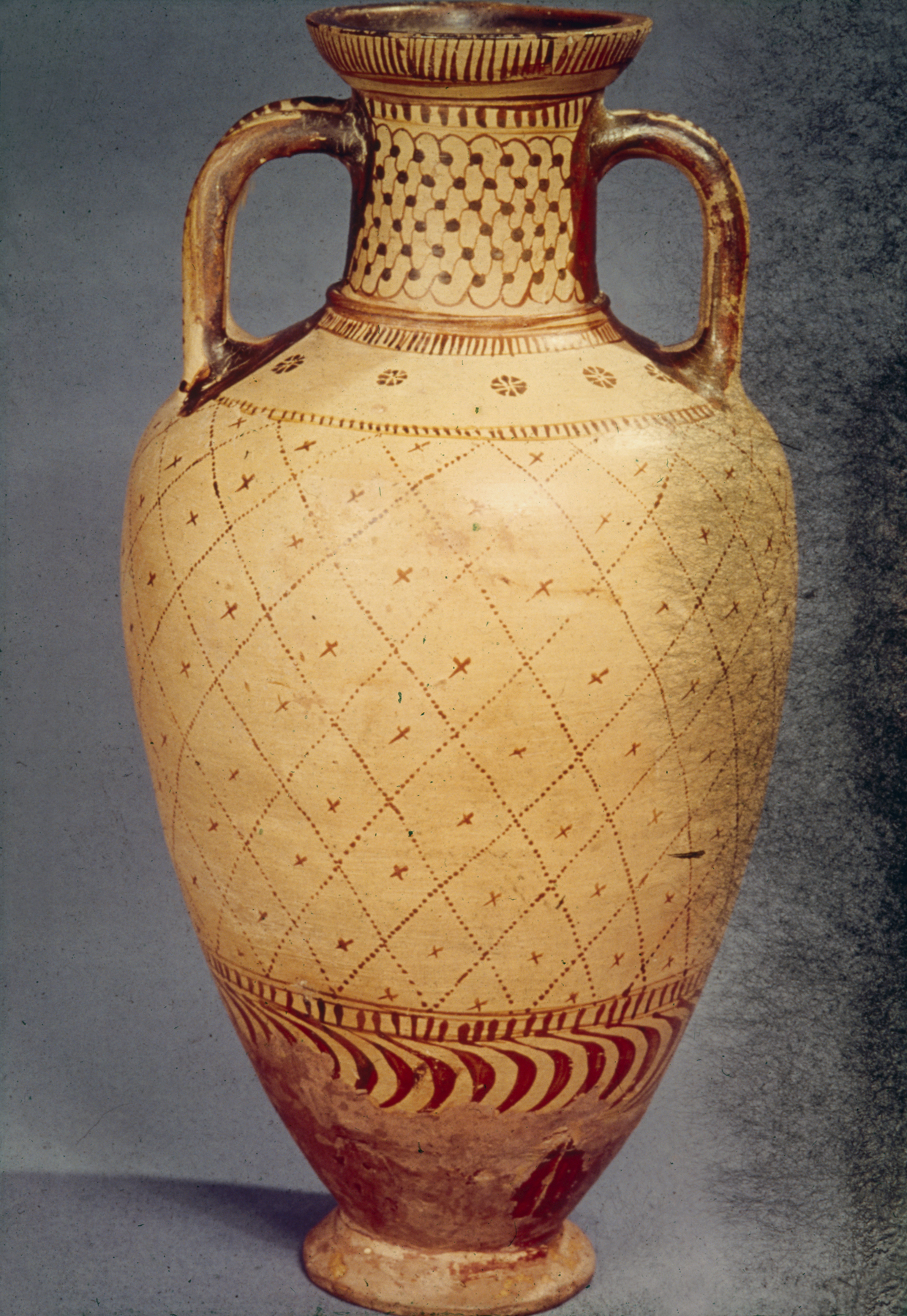
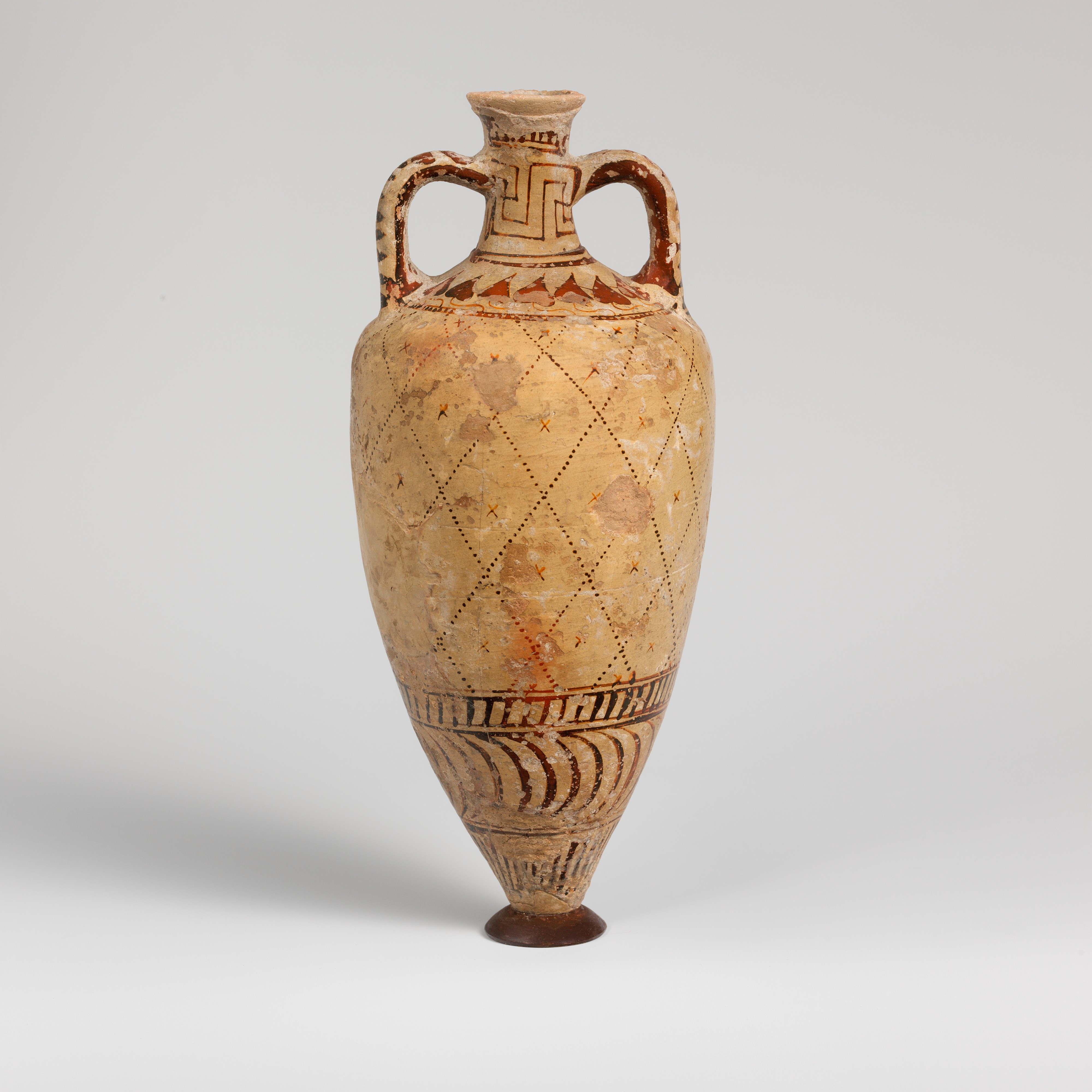
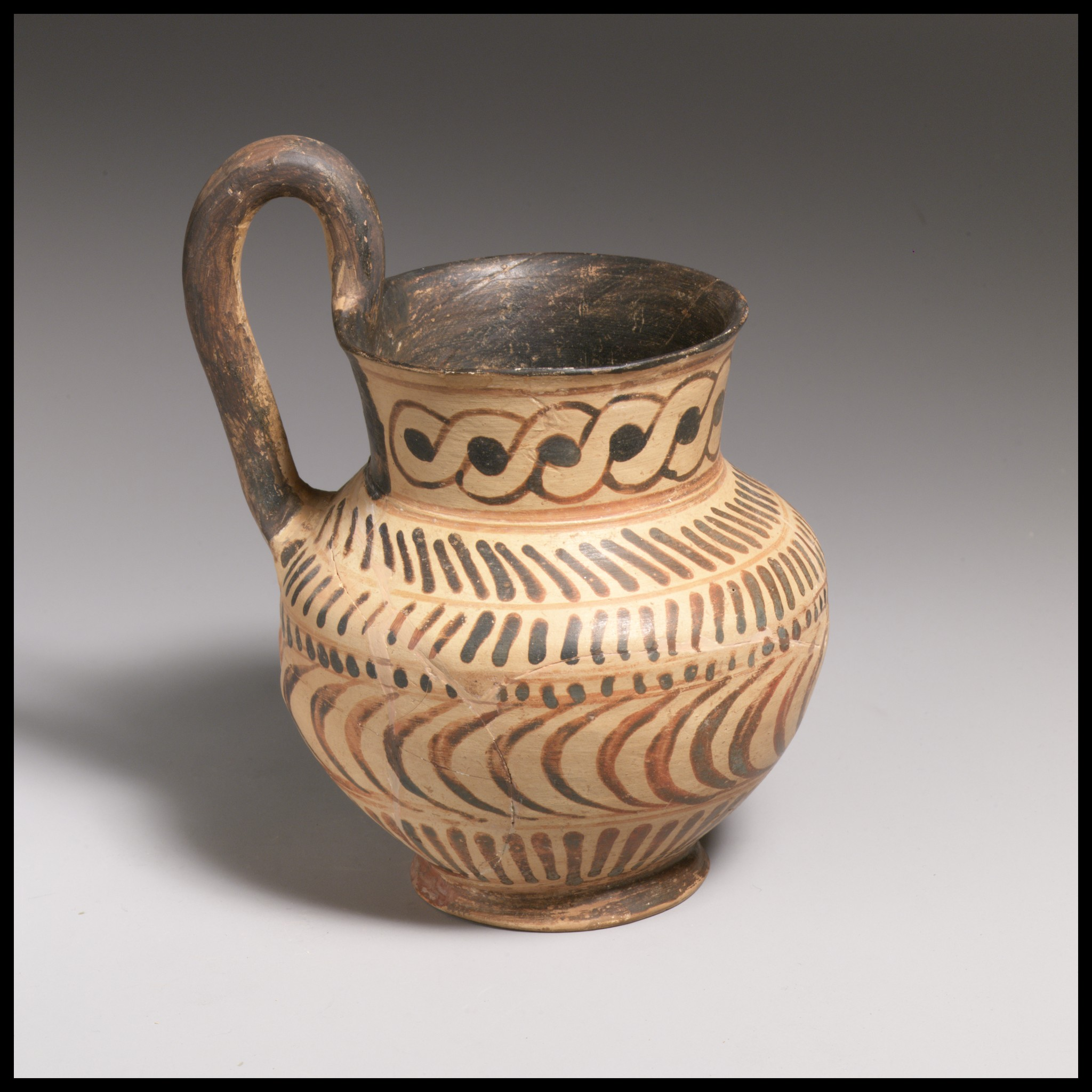